# Union City (California)
Union City es una ciudad ubicada en el condado de Alameda en el estado estadounidense de California. Según el censo de 2008 tenía una población de 73.402 habitantes y una densidad poblacional de 1.340,1 personas por km².

## Geografía
Union City se encuentra ubicada en las coordenadas 37°35′32″N 122°2′45″O / 37.59222, -122.04583. Según la Oficina del Censo, la ciudad tiene un área total de 49.9 km² (19.3 sq mi), de la cual toda es tierra.

## Demografía
Según estimaciones de 2007, los ingresos medios por hogar en la localidad eran de $84.384 y los ingresos medios por familia eran $87.114. Los hombres tenían unos ingresos medios de $45.212 frente a los $35.085 para las mujeres. La renta per cápita para la localidad era de $22.890. Alrededor del 4.8% de las familias y del 6.5% de la población estaban por debajo del umbral de pobreza.